# Кленове (Зеленоградський район)
Кленове (рос. Кленовое) — селище Зеленоградського району, Калінінградської області Росії. Входить до складу Красноторовського сільського поселення.
Населення — 42 особи (2015 рік).

## Населення
| 2002 | 2010 |
| ---- | ---- |
| 52   | ↘42  |